# Glen Campbell: I'll Be Me
Glen Campbell: I'll Be Me é um filme-documentário estadunidense de 2014 dirigido por James Keach. A obra, que segue a vida e carreira do cantor Glen Campbell, venceu um Grammy Award e foi indicado ao Oscar de melhor canção original pela composição de Campbell e Julian Raymond, "I'm Not Gonna Miss You".